# Figure complexe de Rey-Osterrieth

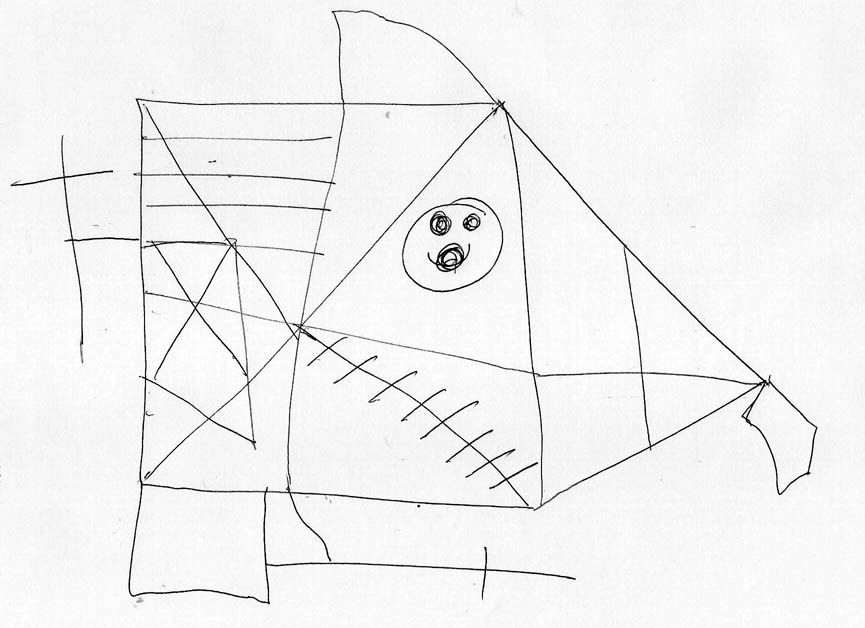
Exemple d'une copie de la figure complexe de Rey-Osterrieth similaire à celle réalisée par un enfant ou un patient.

La figure complexe de Rey-Osterrieth fut mise au point par André Rey en 1941 et standardisée par Paul-Alexandre Osterrieth en 1944. 
La figure de Rey est composée de 18 éléments organisés en trois parties : une forme globale (le grand rectangle), des éléments externes (carrés, croix, triangles), et des éléments internes à la forme globale (lignes, ronds…).
Il s’agit d’un test neuropsychologique qui permet l'évaluation des fonctions exécutives telles les capacités visuo-spatiales et visuo-constructives, la mémoire non verbale et la mémoire de travail, l'attention et la planification. 

C'est pourquoi la figure de Rey est un bon outil pour étudier le degré du développement cognitif chez les enfants,,.

## Passation
Il existe plusieurs protocoles de passation et d'interprétation de la figure de Rey.
La cotation et l'interprétation de la figure de Rey faisant consensus est la Boston Qualitative Scoring System (Système de cotation qualitatif de Boston). Cette cotation est composée de 5 scores en fonction des capacités de planification, de fragmentation, d'organisation, de persévération ainsi que du soin et de la propreté apportés au dessin. Grâce à cette cotation, la figure de Rey permet une bonne mesure des fonctions exécutives. 

Meyers et Meyers créent en 1995 une passation permettant d'évaluer plus finement la mémoire du patient. La passation du test se fait alors fait en quatre étapes:
- Copie : Dans un premier temps, l'examinateur donne une feuille blanche et un crayon au patient ainsi qu’un dessin représentant la figure. Le patient doit reproduire la figure le mieux possible. Cette épreuve n’est pas chronométrée.

- Rappel immédiat : Après un court délai, on retire la figure recopiée et le modèle, puis on demande au patient de reproduire la figure de mémoire.

- Rappel différé : Après un délai plus long (20-30 minutes), on demande à nouveau au patient de dessiner la figure de mémoire. Les sujets ne sont pas informés à l'avance qu'ils seront invités à dessiner de nouveau la figure de mémoire.

- Une épreuve de reconnaissance de la figure où le patient doit choisir la figure de Rey entre plusieurs dessins. Cette épreuve de reconnaissance de la figure peut se faire après la copie ou après les rappels en fonction du protocole[7].

## Aspects neurologiques
Il existe des corrélations entre la réalisation de la figure de Rey et l'activation bilatérale du cortex temporo-pariétal, du lobe occipital et du lobe frontal droit. La figure complexe de Rey-Osterrieth nécessite particulièrement le cortex postéro-temporo-pariétal soulignant le processus visuo-spatial dans la construction de la figure. 
D'autres études ont prouvé que le volume des matières blanche et grise des lobes pariétaux était un prédicteur de la réussite de l'organisation de la copie de la figure complexe de Rey-Osterrieth alors que les matières blanche et grise des lobes frontaux était un prédicteur de la réussite dans la précision de la copie de la figure complexe de Rey-Osterrieth. 
Le volume de la matière grise du cortex frontal est en lien avec l'organisation et la précision du dessin rappelé de la figure complexe de Rey-Osterrieth.